# Grædstrup Sogn
Grædstrup Sogn er et sogn i Horsens Provsti (Århus Stift).
I 1800-tallet var Grædstrup Sogn og Tyrsting Sogn annekser til Klovborg Sogn. Klovborg Sogn hørte til Vrads Herred, de to andre til Tyrsting Herred, begge i Skanderborg Amt. De 3 sogne udgjorde en sognekommune, men den blev senere delt i Grædstrup og Klovborg-Tyrsting. Ved kommunalreformen i 1970 blev Grædstrup og Tyrsting indlemmet i Brædstrup Kommune, som ved strukturreformen i 2007 indgik i Horsens Kommune. Klovborg blev indlemmet i Nørre Snede Kommune, som ved strukturreformen indgik i Ikast-Brande Kommune.
I Grædstrup Sogn ligger Grædstrup Kirke.
I sognet findes følgende autoriserede stednavne:
- Burgårde (bebyggelse, ejerlav)
- Davding (bebyggelse, ejerlav)
- Grædstrup (bebyggelse, ejerlav)
- Halle (bebyggelse, ejerlav)
- Halle Sø (vandareal)
- Hovedskov (bebyggelse, ejerlav)
- Løvet (bebyggelse, ejerlav)
- Løvet Skov (areal)
- Nimdrup (bebyggelse, ejerlav)
- Slagballe (bebyggelse, ejerlav)
- Slagballe Bakker (bebyggelse)
- Stigsholm Sø (vandareal)
- Vingum (bebyggelse, ejerlav)